# Magnus Alkarp
Magnus Alkarp (* 31. März 1959) ist ein schwedischer Prähistoriker und Autor aus Uppsala. Er ist auf die Archäologie Uppsalas spezialisiert.

## Leben
Magnus Alkarp studierte 1977 bis 1980 Musik und Komposition in Göteborg. Er spezialisierte sich auf Jazz- und Kirchenmusik. Daneben befasste er sich mit Dramaturgie und Drehbuch. 1980 bis 1985 arbeitete er als Komponist u. a. für das Schwedische Reichstheater (Svenska Riksteatern). 
An der Universität Uppsala studierte er Archäologie und beschäftigte sich mit der Geschichte Uppsalas und dem Übergang von der Wikingerzeit zum Mittelalter in Schweden. Er hat auch die Beeinflussung der schwedischen Archäologie durch die deutschen Nationalsozialisten in der Zeit von 1933 bis 1940 untersucht.
Ab 1996 wurde er auch als belletristischer Autor bekannt, als er seinen ersten Roman De gyllene åren im Gedins-Verlag veröffentlichte. 1999 folgte der historische Roman Mästaren vid vägens slut.

## Schriften
- Grupp 94. Gedin, Stockholm 1994, ISBN 91-7964-169-5.
- De gyllene åren. Gedin, Stockholm 1996, ISBN 91-7964-197-0.
- Mästaren vid vägens slut. Wahlström & Widstrand, Stockholm 1999, ISBN 91-46-17420-6.